# Kaiserpokal 2011
Der Kaiserpokal 2011 war die 91. Austragung des Kaiserpokals, des höchsten japanischen Fußballpokalwettbewerbs. Sieger des Wettbewerbs waren die FC Tokyo.

## Ergebnisse

### 1. Runde
|                                            | Ergebnis        |                                               |
| ------------------------------------------ | --------------- | --------------------------------------------- |
| FC Suzuka Rampole                          | 1:0             | Chūkyō-Universität                            |
| Tochigi Uva FC                             | 1:0             | Kashiwa Reysol U-18                           |
| Yamanashi-Gakuin-Universität High School   | 2:5             | FC Machida Zelvia                             |
| Yonago Kita High School                    | 1:3             | Kamatamare Sanuki                             |
| Toyama Shinjo Club                         | 1:0             | Japan Soccer College                          |
| Matsumoto Yamaga FC                        | 3:0             | Maruoka Phoenix                               |
| Universität Tsukuba                        | 2:1             | Heisei-Kokusai-Universität                    |
| Blaublitz Akita                            | 13:00           | Universität Yamagata                          |
| Arterivo Wakayama                          | 0:5             | Sagawa Printing                               |
| Arte Takasaki                              | 2:0             | YSCC Yokohama                                 |
| Universität Fukuoka                        | 2:0             | Hoyo AC Elan Oita                             |
| Fagiano Okayama Next                       | 2:2 (5:3 i. E.) | Renofa Yamaguchi FC                           |
| Hannan-Universität                         | 0:2             | Sagawa Shiga                                  |
| FC Kagoshima                               | 5:0             | Saga Lixil                                    |
| Nara Club                                  | 1:3             | Sanyo Electric Sumoto                         |
| Wirtschaftsuniversität Hiroshima           | 0:5             | Zweigen Kanazawa                              |
| Sangyo-Keiei-Universität Miyazaki          | 5:1             | Kumamoto Teachers SC                          |
| Okinawa Kaiho Bank                         | 0:1             | V-Varen Nagasaki                              |
| Pädagogische Hochschule Hokkaidō Iwamizawa | 1:1 (4:5 i. E.) | Osaka University of Health and Sport Sciences |
| Grulla Morioka                             | 0:2             | Sony Sendai FC                                |
| Sanyo Electric Tokushima                   | 0:4             | Universität Kōchi                             |
| FC Gifu Second                             | 2:1             | Sangyō-Universität Shizuoka                   |
| Universität Hachinohe                      | 2:6             | Fukushima United FC                           |
| Dezzolla Shimane                           | 5:2             | Ehime FC Shimanami                            |

### 2. Runde
|                     | Ergebnis        |                                            |
| ------------------- | --------------- | ------------------------------------------ |
| Nagoya Grampus      | 6:0             | FC Suzuka Rampole                          |
| FC Gifu             | 0:1             | Giravanz Kitakyushu                        |
| Kashiwa Reysol      | 2:0             | Tochigi Uva FC                             |
| Ventforet Kofu      | 2:1             | FC Machida Zelvia                          |
| Yokohama F. Marinos | 3:1             | Kamatamare Sanuki                          |
| Tochigi SC          | 2:1             | Honda Lock                                 |
| Albirex Niigata     | 5:0             | Toyama Shinjo Club                         |
| Yokohama FC         | 0:2             | Matsumoto Yamaga FC                        |
| Kashima Antlers     | 2:0             | Universität Tsukuba                        |
| Kataller Toyama     | 3:3 (4:2 i. E.) | Sagan Tosu                                 |
| Montedio Yamagata   | 2:0             | Blaublitz Akita                            |
| Kyoto Sanga FC      | 3:0             | Sagawa Printing                            |
| Kawasaki Frontale   | 2:1             | Arte Takasaki                              |
| Oita Trinita        | 1:0             | Tokushima Vortis                           |
| Omiya Ardija        | 1:1 (3:5 i. E.) | Universität Fukuoka                        |
| Shonan Bellmare     | 2:1             | Fagiano Okayama Next                       |
| Gamba Osaka         | 2:0             | Sagawa Shiga                               |
| Consadole Sapporo   | 2:3             | Mito HollyHock                             |
| FC Tokyo            | 4:0             | FC Kagoshima                               |
| Vissel Kobe         | 8:0             | Sanyo Electric Sumoto                      |
| Sanfrecce Hiroshima | 4:2             | Zweigen Kanazawa                           |
| Ehime FC            | 2:0             | FC Ryukyu                                  |
| Urawa Reds          | 4:1             | Sangyo-Keiei-Universität Miyazaki          |
| Tokyo Verdy         | 7:1             | V-Varen Nagasaki                           |
| Cerezo Osaka        | 6:0             | Pädagogische Hochschule Hokkaidō Iwamizawa |
| Thespa Kusatsu      | 0:1             | Fagiano Okayama                            |
| Vegalta Sendai      | 2:1             | Sony Sendai FC                             |
| Avispa Fukuoka      | 3:0             | Universität Kōchi                          |
| Shimizu S-Pulse     | 2:0             | FC Gifu Second                             |
| Gainare Tottori     | 3:0             | Roasso Kumamoto                            |
| Júbilo Iwata        | 3:0             | Fukushima United FC                        |
| JEF United Chiba    | 1:0             | Dezzolla Shimane                           |

### 3. Runde
|                     | Ergebnis |                     |
| ------------------- | -------- | ------------------- |
| Nagoya Grampus      | 1:0      | Giravanz Kitakyushu |
| Kashiwa Reysol      | 6:1      | Ventforet Kofu      |
| Yokohama F. Marinos | 3:0      | Tochigi SC          |
| Albirex Niigata     | 0:1      | Matsumoto Yamaga FC |
| Kashima Antlers     | 2:1      | Kataller Toyama     |
| Montedio Yamagata   | 2:3      | Kyoto Sanga FC      |
| Kawasaki Frontale   | 4:0      | Oita Trinita        |
| Universität Fukuoka | 0:3      | Shonan Bellmare     |
| Gamba Osaka         | 2:3      | Mito HollyHock      |
| FC Tokyo            | 2:1      | Vissel Kobe         |
| Sanfrecce Hiroshima | 0:1      | Ehime FC            |
| Urawa Reds          | 2:1      | Tokyo Verdy         |
| Cerezo Osaka        | 3:0      | Fagiano Okayama     |
| Vegalta Sendai      | 3:1      | Avispa Fukuoka      |
| Shimizu S-Pulse     | 5:0      | Gainare Tottori     |
| Júbilo Iwata        | 0:1      | JEF United Chiba    |

### Achtelfinale
|                     | Ergebnis        |                     |
| ------------------- | --------------- | ------------------- |
| Nagoya Grampus      | 3:3 (9:8 i. E.) | Kashiwa Reysol      |
| Yokohama F. Marinos | 4:0             | Matsumoto Yamaga FC |
| Kashima Antlers     | 0:1             | Kyoto Sanga FC      |
| Kawasaki Frontale   | 0:1             | Shonan Bellmare     |
| Mito HollyHock      | 0:1             | FC Tokyo            |
| Ehime FC            | 1:3             | Urawa Reds          |
| Cerezo Osaka        | 1:1 (4:2 i. E.) | Vegalta Sendai      |
| Shimizu S-Pulse     | 2:0             | JEF United Chiba    |

### Viertelfinale
|                | Ergebnis        |                     |
| -------------- | --------------- | ------------------- |
| Nagoya Grampus | 0:0 (3:4 i. E.) | Yokohama F. Marinos |
| Kyoto Sanga FC | 1:0             | Shonan Bellmare     |
| FC Tokyo       | 1:0             | Urawa Reds          |
| Cerezo Osaka   | 2:2 (6:5 i. E.) | Shimizu S-Pulse     |

### Halbfinale
|                     | Ergebnis |                |
| ------------------- | -------- | -------------- |
| Yokohama F. Marinos | 2:4      | Kyoto Sanga FC |
| FC Tokyo            | 1:0      | Cerezo Osaka   |

### Finale
|                | Ergebnis |          |
| -------------- | -------- | -------- |
| Kyoto Sanga FC | 2:4      | FC Tokyo |